# Wapen van Oost-Souburg

Wapen van Oost-Souburg

Het wapen van Oost-Souburg werd op 31 juli 1817 bevestigd door de Hoge Raad van Adel aan de Zeeuwse gemeente Oost-Souburg. Per 1835 ging Oost-Souburg op in de gemeente Oost- en West-Souburg en is sinds 1 juli 1966 onderdeel van gemeente Vlissingen. Het wapen van Oost-Souburg is daardoor definitief komen te vervallen als gemeentewapen. In het wapen van Oost- en West-Souburg is de helft van het wapen overgenomen.

## Blazoenering
De blazoenering van het wapen luidde als volgt:
In sabel een dubbele burcht van goud.
De heraldische kleuren zijn sabel (zwart) en goud (goud of geel). In het register van de Hoge Raad van Adel zelf wordt geen beschrijving gegeven, maar een afbeelding.

## Verklaring
Het gemeentewapen vormde eerder het heerlijkheidswapen van heerlijkheid Oost-Souburg. De afbeelding verwijst naar de Karolingische ringwalburg, de Sudburgh, 'Zuidburg'. Deze burg is in de late negende eeuw gebouwd als vluchtplaats voor bewoners uit de omgeving tegen invallen van de Vikingen.

## Verwante wapens

Wapen van Oost- en West-Souburg

Aagtekerke
· Aardenburg
· Arnemuiden
· Axel
· Baarland
· Bath
· Biervliet
· Biggekerke
· Bloois
· Bommenede
· Borssele
· Boschkapelle
· Botland
· Breskens
· Brigdamme
· Brijdorpe
· Brouwershaven
· Bruinisse
· Burgh
· Buttinge
· Cadzand
· Clinge
· Colijnsplaat
· Domburg
· Dreischor
· Driewegen
· Duiveland
· Duivendijke
· Elkerzee
· Ellemeet
· Ellewoutsdijk
· Eversdijk
· Gapinge
· Graauw en Langendam
· 's-Gravenpolder
· Grijpskerke
· Groede
· Haamstede
· 's-Heer Abtskerke
· 's-Heer Arendskerke
· 's-Heer Hendrikskinderen
· 's-Heerenhoek
· Heille
· Heinkenszand
· Hengstdijk
· Hoedekenskerke
· Hoek
· Hontenisse
· Hoofdplaat
· Hoogelande
· IJzendijke
· Kapelle
· Kats
· Kattendijke
· Kerkwerve
· Klaaskinderkerke
· Kleverskerke
· Kloetinge
· Koewacht
· Kortgene
· Koudekerke
· Krabbendijke
· Kruiningen
· Looperskapelle
· Maire
· Mariekerke
· Meliskerke
· Middenschouwen
· Nieuw- en Sint Joosland
· Nieuwerkerk
· Nieuwerkerke
· Nieuwlande
· Nieuwvliet
· Nisse
· Noordgouwe
· Noordwelle
· Oostburg
· Oosterland
· Oostkapelle
· Oost-Souburg
· Oost- en West-Souburg
· Ossenisse
· Oud-Vossemeer
· Oudelande
· Ouwerkerk
· Overslag
· Ovezande
· Philippine
· Poortvliet
· Renesse
· Rengerskerke en Zuidland
· Retranchement
· Rilland
· Rilland-Bath
· Ritthem
· Sas van Gent
· Scherpenisse
· Schoondijke
· Schore
· Serooskerke (Schouwen-Duiveland)
· Serooskerke (Veere)
· Sinoutskerke en Baarsdorp
· Sint Anna ter Muiden
· Sint-Annaland
· Sint Jansteen
· Sint Kruis
· Sint Laurens
· Sint-Maartensdijk
· Sint Philipsland
· Sirjansland
· Sluis
· Sluis-Aardenburg
· Stavenisse
· Stoppeldijk
· Valkenisse (Walcheren)
· Valkenisse (Zuid-Beveland)
· Vogelwaarde
· Vrouwenpolder
· Waarde
· Waterlandkerkje
· Wemeldinge
· West-Souburg
· Westdorpe
· Westenschouwen
· Westerschouwen
· Westkapelle
· Westkapelle-Buiten en Sirpoppekerke
· Westkerke
· Wissekerke
· Wissenkerke
· Wolphaartsdijk
· Yerseke
· Zaamslag
· Zierikzee
· Zonnemaire
· Zoutelande
· Zuiddorpe
· Zuidzande
· Zwake

Dorpswapens: Geersdijk
· Hansweert
· Kamperland